# 올리비아 바라쉬

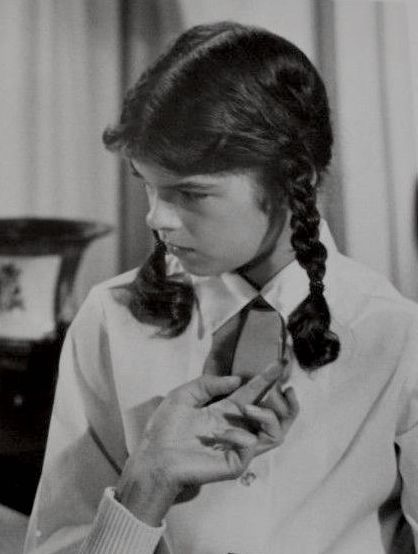

올리비아 배러시(Olivia Barash, 1965년 1월 11일 ~ )는 미국의 배우이다.
마이애미에서 태어났다.

## 출연 작품
- 블루 드림 (2013년) - 레이첼 퍼비안스 역
- 플라운딩 (1994년)
- 패티 허스트 (1988년)
- 터프 (1985년)
- 리포 맨 (1984년)
- 스루 더 매직 피라미드 (1981년)
- 생사의 갈림길 (1979년)
- 차일드 오브 글라스 (1978년) - 이네즈 역

### 텔레비전
- 내일은 스타 (1982년)
- 두 얼굴의 사나이 (1977년)